# Medeopteryx hanedai
Medeopteryx hanedai (лат.) — вид жуков-светляков из подсемейства Luciolinae (Lampyridae). Новая Гвинея.

## Описание
Длина тела около 1 см (5,9-6,2 мм). Отличается тёмными отметинами на срединной части пронотума. Основная окраска коричневая; светящийся орган LO полностью в брюшном вентрите V7. Развит клипеолабральный шов, лабрум слабо склеротизированный, подвижный; заднебоковые углы пронотума округлые; вентрит V7 трёхвыемчатый; брюшные вентриты с изогнутыми задними краями.

## Классификация
Вид Medeopteryx hanedai был впервые описан в 1970 году под названием Pteroptyx hanedai Ballantyne, 1970, а его валидный статус подтверждён в ходе ревизии, проведённой в 2013 году австралийскими энтомологами Лэсли Баллантайн (Lesley A. Ballantyne; School of Agricultural and Wine Sciences, Charles Sturt University, Уогга-Уогга, Австралия) и Кристин Ламбкин (Christine L. Lambkin; Queensland Museum, Брисбен, Австралия), когда он был перенесён из рода Pteroptyx в состав рода Medeopteryx. Сходен с таксоном Medeopteryx antennata.